# Дементиевка
Дементиевка, ранее Дементьевка (укр. Дементіївка) — село в Дергачёвском районе Харьковской области Украины. Входит в Токаревский сельский совет.

## Население
Население по переписи 2023 года составляло 1 человек (1 женщина).

## Географическое положение
Село Дементиевка находится у истоков безымянной реки, которая через 7 км впадает в реку Лопань (левый приток), на реке много запруд, ниже по течению в 4,5 км — пгт Прудянка.

## Происхождение названия
В некоторых документах село называется Дементьевка.

## История
Население слободы Дементьевки в 1779 году составляло 1176 душ. Таким образом, Дементьевка в том году была вторым по количеству населения населённым пунктом Золочевского уезда без самого Золочева, уступая только местечку Ольшана (2695 м.)
В XVIII веке Дементьевка по административному делению относилась к Золочевскому округу Харьковского наместничества. С 1797 года к Харьковскому уезду Слободско-Украинской губернии.
В XIX веке — слобода Дементьевка Харьковского уезда Харьковской губернии. К 1787 году в слободе Дементьевка действовала Успенская церковь (Успения Пресвятой Богородицы), исповедные росписи и метрические книги за период с 1787 по 1800 год хранятся в Центральном государственном историческом архиве Украины (Киев). С 1800 по 1921 год — в областном архиве Харькова.
Так описывает Дементьевку и окрестности Д. И. Багалей: 
Следующая за Дергачами станция Камышевка находится от Дергачей в 12 верстах. В 6 вер. К в. от Камышевки расположена слобода Дементьевка, имеющая 2500 ж. и волостн. правление. В эпоху освобождения крестьян село это принадлежало гр. Дм. Ник. Шереметьеву, владевшему здесь 6500 дес. земли. В 6 вер. к ю.-в. от Дементьевки расположено село Большие Проходы, при речке того же имени, основанное в 1660 году как поселение детей боярских, служивших в Белгороде; во второй половине XVIII в. село было населено духоборами и безпоповцами; людность его в настоящее время — около 2 тыс. жителей.
На 1910 год в селе Дементьевка упоминается каменная Успенская церковь, построенная архитектором В. Н. Покровским (под его руководством была воздвигнута и Гольдберговская церковь в г. Харькове) за счет прихожан.
В годы Советской власти (ориентировочно в 1935 году) церковь была взорвана.
Во время Второй мировой войны на территории Дементиевки и Кочубеевки велись ожесточённые бои за освобождение данных сёл от немецкой оккупации.
После Второй мировой войны Дементьевка постепенно приходила в упадок.
Во время российско-украинской войны 2022 село становится местом ожесточённой борьбы, так как тяжёлая артиллерия с его окрестностей может обстреливать центр Харькова. Было оккупировано российскими войсками с весны по 18 мая и с 13 по 18 июля 2022. Большинство домов разрушены, судьба оставшихся местных жителей неизвестна.

## Экономика
- В селе некогда была молочная ферма, остов которой можно увидеть при въезде в деревню.

## Достопримечательности
- Братская могила советских воинов. Похоронено 84 воина.